# Leonhard von Massenbach

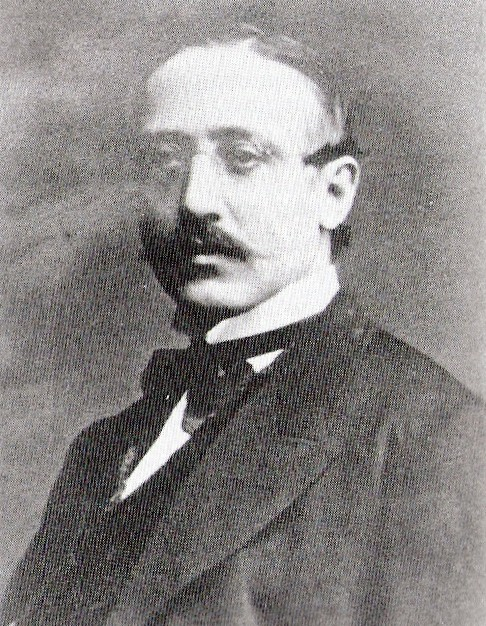
Leonhard von Massenbach

Leonhard von Massenbach (* 6. November 1835 in Sophienthal, Kreis Friedland (Ostpreußen); † 10. Juli 1883 in Aachen) war preußischer Politiker und Landrat des Obertaunuskreises.
Nach dem Suizid des Constantin von Briesen war die Stelle des Landrates des Obertaunuskreises vakant geworden. Um die Stelle bewarben sich elf Kandidaten, darunter sieben Landräte anderer Kreise und der Bad Homburger Amtmann und Polizeidirektor Schaffner für den sich über 1000 Bürger in einer Petition an den Kaiser eingesetzt hatten. Aber Berlin entschied sich für Leonhard Freiherr von Massenbach, der im Jahr 1877 die Stelle übernahm. Nach seinem Tode im Jahr 1883 wurde Bernhard von der Heydt neuer Landrat. Seine Amtsführung war unauffällig.
Während seines Studiums wurde er 1855 Mitglied der Königsberger Burschenschaft Gothia.